# Деревня имени Ленина (Новгородская область)
Деревня имени Ленина — деревня в Пестовском районе Новгородской области в составе Пестовского сельского поселения.

## География
Находится в северо-восточной части Новгородской области на расстоянии приблизительно 18 км на север по прямой от районного центра города Пестово на правом берегу речки Кирва.

## История
На карте 1918 года ещё не была отмечена.

## Население
Численность населения: 26 человек (русские 100 %) в 2002 году, 7 в 2010.